# Georgetown County
Georgetown County ist ein County im Bundesstaat South Carolina der Vereinigten Staaten. Das U.S. Census Bureau hat bei der Volkszählung 2020 eine Einwohnerzahl von 63.404 ermittelt. Der Verwaltungssitz (County Seat) ist Georgetown.

## Geographie
Das County liegt im Osten von South Carolina, grenzt an den Atlantischen Ozean und hat eine Fläche von 2681 Quadratkilometern, wovon 570 Quadratkilometer Wasserfläche sind. Es grenzt im Uhrzeigersinn an folgende Countys: Marion County, Horry County, Berkeley County, Charleston County und Williamsburg County.

## Geschichte
Georgetown County wurde 1769 als Gerichtsbezirk gebildet und am 16. April 1868 ein eigenständiges County. Benannt wurde es nach König George II. von Großbritannien, König von Irland, Herzog von Braunschweig-Lüneburg (Hannover) und deutscher Kurfürst.

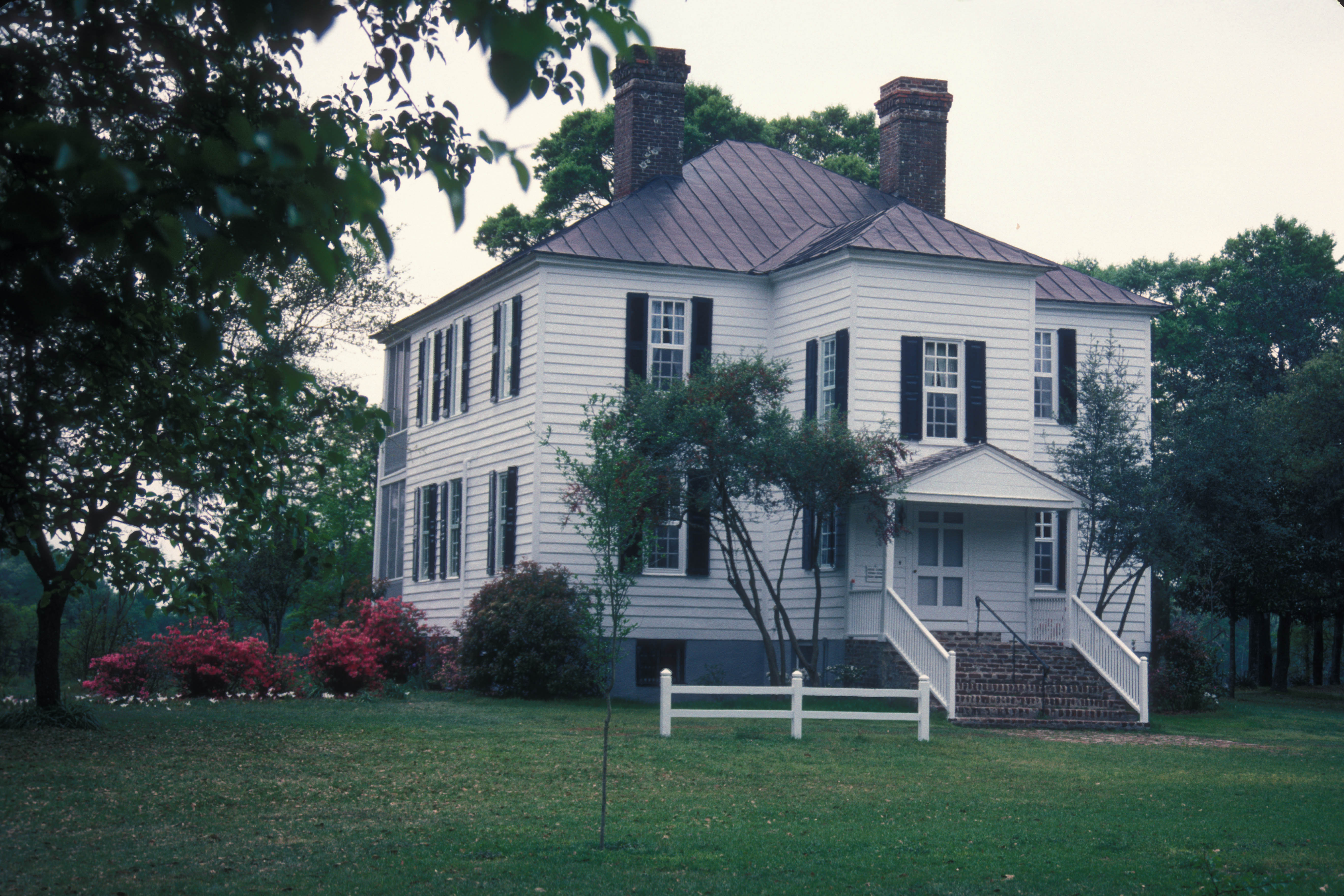
Die Plantage Hopsewee (1971)

Drei Orte im County haben den Status einer National Historic Landmark, die Atalaya and Brookgreen Gardens, die Plantange Hopsewee und das Joseph H. Rainey House. 37 Bauwerke und Stätten des Countys sind im National Register of Historic Places (NRHP) eingetragen (Stand 28. Juli 2018).

## Demografische Daten
Nach der Volkszählung im Jahr 2000 lebten im Georgetown County 55.797 Menschen in 21.659 Haushalten und 15.854 Familien. Die Bevölkerungsdichte betrug 26 Einwohner pro Quadratkilometer. Ethnisch betrachtet setzte sich die Bevölkerung zusammen aus 59,69 Prozent Weißen, 38,61 Prozent Afroamerikanern, 0,14 Prozent amerikanischen Ureinwohnern, 0,23 Prozent Asiaten, 0,03 Prozent Bewohnern aus dem pazifischen Inselraum und 0,81 Prozent aus anderen ethnischen Gruppen; 0,49 Prozent stammten von zwei oder mehr Ethnien ab. 1,65 Prozent der Bevölkerung waren spanischer oder lateinamerikanischer Abstammung.
Von den 21.659 Haushalten hatten 30,2 Prozent Kinder unter 18 Jahre, die bei ihnen lebten. 54,1 Prozent waren verheiratete, zusammenlebende Paare, 15,1 Prozent waren allein erziehende Mütter, 26,8 Prozent waren keine Familien, 23,3 Prozent waren Singlehaushalte und in 9,2 Prozent lebten Menschen mit 65 Jahren oder darüber. Die Durchschnittshaushaltsgröße betrug 2,55 und die durchschnittliche Familiengröße betrug 3,01 Personen.
25,2 Prozent der Bevölkerung war unter 18 Jahre alt. 7,7 Prozent zwischen 18 und 24, 25,9 Prozent zwischen 25 und 44, 26,2 Prozent zwischen 45 und 64 und 15,0 Prozent waren 65 Jahre alt oder älter. Das Durchschnittsalter betrug 39 Jahre. Auf 100 weibliche Personen kamen 91,8 männliche Personen und auf 100 Frauen im Alter von 18 Jahren und darüber kamen 88,4 Männer.
Das jährliche Durchschnittseinkommen eines Haushalts betrug 35.312 USD, das Durchschnittseinkommen einer Familie betrug 41.554 USD. Männer hatten ein Durchschnittseinkommen von 31.110 USD, Frauen 20.910 USD. Das Prokopfeinkommen betrug 19.805 USD. 13,4 Prozent der Familien und 17,1 Prozent der Bevölkerung lebten unterhalb der Armutsgrenze.

## Orte im Georgetown County
Im Georgetown County liegen vier Gemeinden, davon eine City und drei Towns. Zu Statistikzwecken führt das U.S. Census Bureau einen Census-designated place, der dem County unterstellt ist und keine Selbstverwaltung besitzt. Dieser ist wie die Unincorporated Communities gemeindefreies Gebiet.
City
- Georgetown

Towns
- Andrews 1
- Pawleys Island

Census-designated places (CDP)
- Murrells Inlet
- DeBordieu Colony
- Dunbar
- Litchfield Beach

andere Unincorporated Communities
| - Belle Isle - DeBordieu - Graves - Hopewell 1 | - Kensington - Litchfield Beach - Maryville - North Santee | - Oatland - Plantersville - Pleasant Hill - Prince George | - Sampit - Sandy Island - Spring Gully - Yauhannah |